# Metius (cráter lunar)
Metius es un cráter de impacto ubicado en las tierras altas escarpadas al sureste de la cara visible de la Luna. Sobre su borde suroeste se encuentra vinculado con el cráter Fabricius. A cierta distancia al oeste-noroeste se encuentra el cráter Brenner muy erosionado. Algo más lejano hacia el noreste se encuentra el cráter Rheita y el largo cañón Vallis Rheita.
|  |

El borde de Metius no avanza en forma prominente sobre su entorno y posee un reborde muy pequeño. Unos pocos cráteres pequeños afectan su pared externa, pero en general posee una apariencia lisa que se encuentra casi ausente de terrazas. El fondo es relativamente plano con picos centrales bajos. El cráter más prominente en el fondo es Metius B, ubicado cerca del borde noreste.
El epónimo de este cráter es el geómetra y astrónomo holandés Adriaan Adriaanszoon, a quien se lo conocía como Metius.

## Cráteres satélite

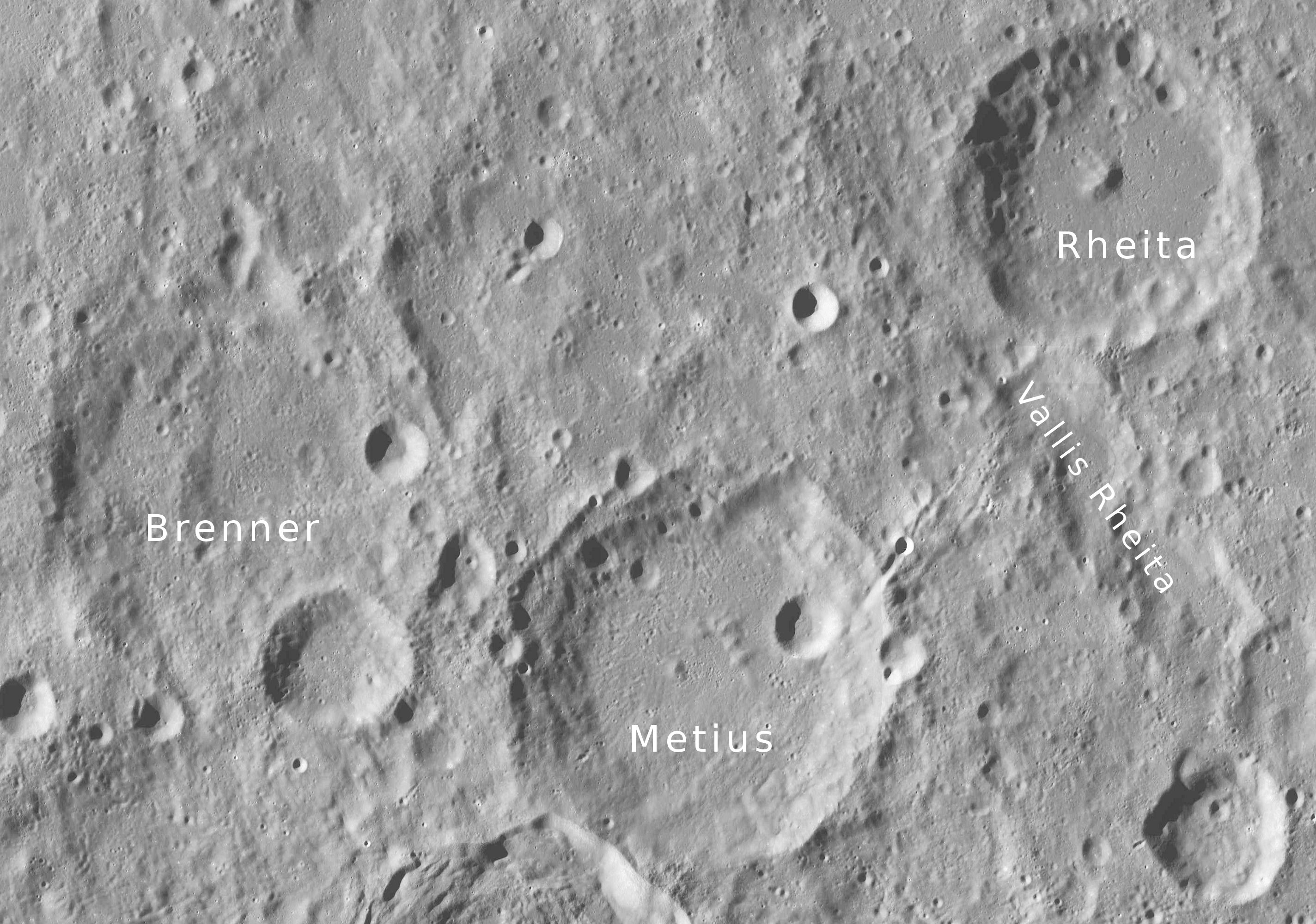
Entorno de Metius. Fotografía de la misión LRO

Por convención estos elementos son identificados en los mapas lunares poniendo la letra en el lado del punto medio del cráter que está más cercano a Metius.
|        | \| Metius \| Coordenadas \| Diámetro \| \| ------ \| ----------------------------- \| -------- \| \| B \| 40°06′S 44°18′E / -40.1, 44.3 \| 14 km \| \| C \| 44°12′S 49°06′E / -44.2, 49.1 \| 11 km \| \| D \| 42°36′S 48°24′E / -42.6, 48.4 \| 11 km \| \| E \| 39°42′S 42°48′E / -39.7, 42.8 \| 6 km \| \| F \| 39°06′S 42°54′E / -39.1, 42.9 \| 8 km \| \| G \| 40°18′S 45°18′E / -40.3, 45.3 \| 9 km \| |          |
| Metius | Coordenadas | Diámetro |
| B      | 40°06′S 44°18′E / -40.1, 44.3 | 14 km    |
| C      | 44°12′S 49°06′E / -44.2, 49.1 | 11 km    |
| D      | 42°36′S 48°24′E / -42.6, 48.4 | 11 km    |
| E      | 39°42′S 42°48′E / -39.7, 42.8 | 6 km     |
| F      | 39°06′S 42°54′E / -39.1, 42.9 | 8 km     |
| G      | 40°18′S 45°18′E / -40.3, 45.3 | 9 km     |